# Kalle Grundel
Karl-Erik « Kalle » Grundel, né le 2 octobre 1948, est un pilote de rallye suédois.

## Biographie
Sa carrière s'étale de 1972 à 1992, dont 30 courses en WRC entre 1977 et 1988.
Il est pilote d'usine en WRC de 1983 à 1988 (Volkswagen, Ford (1986-1987), et Peugeot).
Il a remporté 14 épreuves spéciales en mondial, pour 61 points glanés.
Sa meilleure saison a été obtenue lors de sa participation au championnat allemand (open), en 1985.

## Palmarès

### Titre
- Champion d'Allemagne de l'Ouest des rallyes : 1985 (copilote l'Allemand Peter Diekmann, sur Peugeot 205 Turbo 16);

### Podium en WRC
- 3e du Rallye de Suède: 1986, copilote Benny Melander, sur Ford RS200;

### 6 victoires en ERC
- Rallye d'Allemagne: 1985 (copilote P. Diekmann, sur Peugeot 205 Turbo 16);
- Rallye hivernal de Saxe: 1985;
- Rallye de Hesse: 1985;
- Rallye Hunsrück: 1985;
- Rallye Finnskog: 1991 et 1992 (Norvège);

### 7 victoires en championnat d'Allemagne
- Rallye d'Allemagne: 1985;
- Rallye hivernal de Saxe: 1985;
- Rallye de Sarre: 1985;
- Rallye Vorderpfalz: 1985;
- Rallye de Hesse: 1985;
- Rallye Hunsrück: 1985;
- Rallye saxon de la Baltique: 1985;